# グランド・イリュージョン (映画)
『グランド・イリュージョン』（原題: Now You See Me）は、2013年のアメリカ合衆国のクライム映画。監督はルイ・レテリエ、原案はボアズ・イェーキン、エドワード・リコート、出演はジェシー・アイゼンバーグとマーク・ラファロなど。
続編である『グランド・イリュージョン 見破られたトリック』は、日本では2016年9月1日に劇場公開された。

## ストーリー
4人のマジシャン、J・ダニエル・アトラス、メリット・マッキニー、ヘンリー・リーブス、ジャック・ワイルダーの元に届いた謎のタロットカード。
その1年後、資産家であるアーサー・トレスラーをパトロンとして、イリュージョニストグループ"フォー・ホースメン"として活動を始めた4人は、ラスベガスでのマジックショーでこれから銀行を襲うと宣言する。

## キャスト
※括弧内は日本語吹替
- J・ダニエル・アトラス - ジェシー・アイゼンバーグ（武藤正史）
マジシャン。“フォー・ホースメン”のリーダー格。
- ディラン・ローズ - マーク・ラファロ（宮内敦士）
FBIの特別捜査官。“フォー・ホースメン”を追う。
- メリット・マッキニー - ウディ・ハレルソン（内田直哉）
メンタリスト。“フォー・ホースメン”の一員。
- ヘンリー・リーブス - アイラ・フィッシャー（木下紗華）
マジシャン。“フォー・ホースメン”の紅一点。マジックにセクシーな演出を取り入れることもある。
- ジャック・ワイルダー - デイヴ・フランコ（細谷佳正）
若手マジシャン。“フォー・ホースメン”の一員。
- アルマ・ドレイ - メラニー・ロラン（加藤優子）
ICPOのフランス人捜査官。ローズと共に“フォー・ホースメン”を追う。
- サディアス・ブラッドリー - モーガン・フリーマン（坂口芳貞）
マジックの種明かしを行うことで有名な老マジシャン。
- アーサー・トレスラー - マイケル・ケイン（小川真司）
世界的な大富豪。“フォー・ホースメン”のパトロン。
- フラー - マイケル・ケリー（河本邦弘）
FBIの特別捜査官。ローズの同僚。
- エバンス - コモン（遠藤大智）
FBIの特別捜査官。ローズの上司。
- コーワン - デヴィッド・ウォーショフスキー（ふくまつ進紗）
FBIの特別捜査官。ローズをライバル視している。
- エチエンヌ・フォーシエ - ジョゼ・ガルシア（英語版）
“フォー・ホースメン”のショーを見ていたフランス人観光客。
- ハーミア - ジェシカ・リンジー（英語版）
ブラッドリーの女性アシスタント。
- ジャスミン・トレスラー - カトリーナ・バルフ
トレスラーの若妻。
- ライオネル・シュライク - イライアス・コティーズ（クレジットなし）
過去に事故で死亡したマジシャン。

## 映像ソフト
発売・販売元はKADOKAWA。2014年3月20日発売。
- グランド・イリュージョン エクステンデッド・エディション プレミアムBOX（3枚組、DAXA-4581）初回限定生産
  - ディスク1：エクステンデッド・エディション Blu-ray　※本編：約125分間
  - ディスク2：劇場公開版 Blu-ray（スタンダード・エディションと共通）　※本編：約115分間
  - ディスク3：劇場公開版 DVD（スタンダード・エディションと共通）　※本編：約115分間
- グランド・イリュージョン スタンダード・エディション Blu-ray（DAXA-4582）
- グランド・イリュージョン スタンダード・エディション DVD（DABA-4582）

## 作品の評価
Rotten Tomatoesによれば、173件の評論のうち高評価は50%にあたる87件で、平均点は10点満点中5.8点、批評家の一致した見解は「『グランド・イリュージョン』の薄っぺらいキャラクターと散漫なプロットは、監督が観客の注意をそらすための巧妙なごまかしの手品に頼っている。」となっている。
Metacriticによれば、35件の評論のうち、高評価は10件、賛否混在は22件、低評価は3件で、平均点は100点満点中50点となっている。